# Municipio Sucre (Portuguesa)
Sucre es uno de los 14 municipios que forman parte del Estado Portuguesa, en los llanos del país sudamericano de Venezuela. Debe su nombre a Antonio José de Sucre, destacado militar y político venezolano.

## Historia
La Playa de Biscucuy, como originalmente se llamó la región, fue el resultado de la creación de 12 encomiendas, que el gobernador de Venezuela, Diego de Osorio entregó a varios vecinos de El Tocuyo en el año de 1596. En 1620 el gobernador de la Provincia, Francisco de la Hoz Berrío, visitó la región, en una gira de fundación, y ordena que todos los indios dispersos sean agrupados en un solo sitio, en el que se formó el pueblo de Paraíso de Chabasquén. Su primer cura fue el Presbítero Don Nerio Chabas. Para 1778 existía una población de 2358 personas entre indios y blancos, quienes se dirigieron al Gobernador Eclesiástico el Obispo Don Mariano Martí (España * 1720- Caracas + 1792), para que erigiese allí una parroquia. Aceptando su peticiones, se construyó una nueva iglesia, y se crearon nuevo asentamientos, como Santo Domingo, Pozo Hondo y Las Cruces.

## Geografía
El Municipio Sucre se encuentra ubicado al noroeste de Portuguesa. Presenta un clima de bosque húmedo tropical premontano a una altitud de 600 m s. n. m. con una temperatura promedio entre 21 y 24°C y precipitaciones anuales entre los 2300 y 2800 mm. El punto más alto que se encuentra en el municipio está en el Páramito con 1.432 m s. n. m.
Tiene una superficie de 400 km² y una población de 37.233 habitantes (censo 2001). Su capital es el Biscucuy. Está conformado por las parroquias Biscucuy, Concepción, San José de Saguaz, San Rafael de Palo Alzado, Uvencio Antonio Velásquez y Villa Rosa. 

### Organización parroquial
| Parroquia         | Superficie | Población | Densidad |
| ----------------- | ---------- | --------- | -------- |
| Biscucuy          | km²        | hab.      | hab./km² |
| Concepción        | km²        | hab.      | hab./km² |
| Saguaz            | km²        | hab.      | hab./km² |
| San Rafael        | km²        | hab.      | hab./km² |
| Uvencio Velásquez | km²        | hab.      | hab./km² |
| Villa Rosa        | km²        | hab.      | hab./km² |
| Municipio Sucre   | km²        | hab.      | hab./km² |

## Economía
La agricultura es su principal fuente de ingreso con la producción de uno de los mejores tipos de Café y Cacao del país; el Ecoturismo de Montaña, Rapel y Pesca de Truchas, es también un creciente sector económico de la zona, su atractivo además de su fresco clima y su gente acogedora son los excelentes paisajes propios de las Galeras Andinas Venezolanas.

## Patrimonio
Desde 1991 la Alcaldía de este municipio inició un programa para recuperar y mantener las principales estructuras y la memoria intangible que identifican la cultura de Biscucuy, desde entonces ha declarado Patrimonio Municipal
- Casa de la Cultura "Guillermo Gamarra Marrero"
- Árbol de Pan de Pobre, ubicado en la Plaza Bolívar
- Árbol de Samán, ubicado en la calle Sucre, sector La Montañita
- Balneario Río Saguaz, ubicado en la carretera Biscucuy - Chabasquén
- Mural Escultórico, de la fachada del Palacio Municipal
- Nieto del Samán de Güere, plantado la Plaza Bolívar de Biscucuy
- Revista Grano de Oro
- Monumento "Presencia de Bolívar en Portuguesa"
- Agrupación Musical "Golperos de Saguaz"
- Agrupación Cultural Vía Crucis Viviente
- Centro de Convenciones "Argimiro Gabaldón"
- Mural Pictórico del escenario de la U.E.N Guillermo Gamarro Marrero, obra de Argimiro Gabaldón.

## Política y gobierno

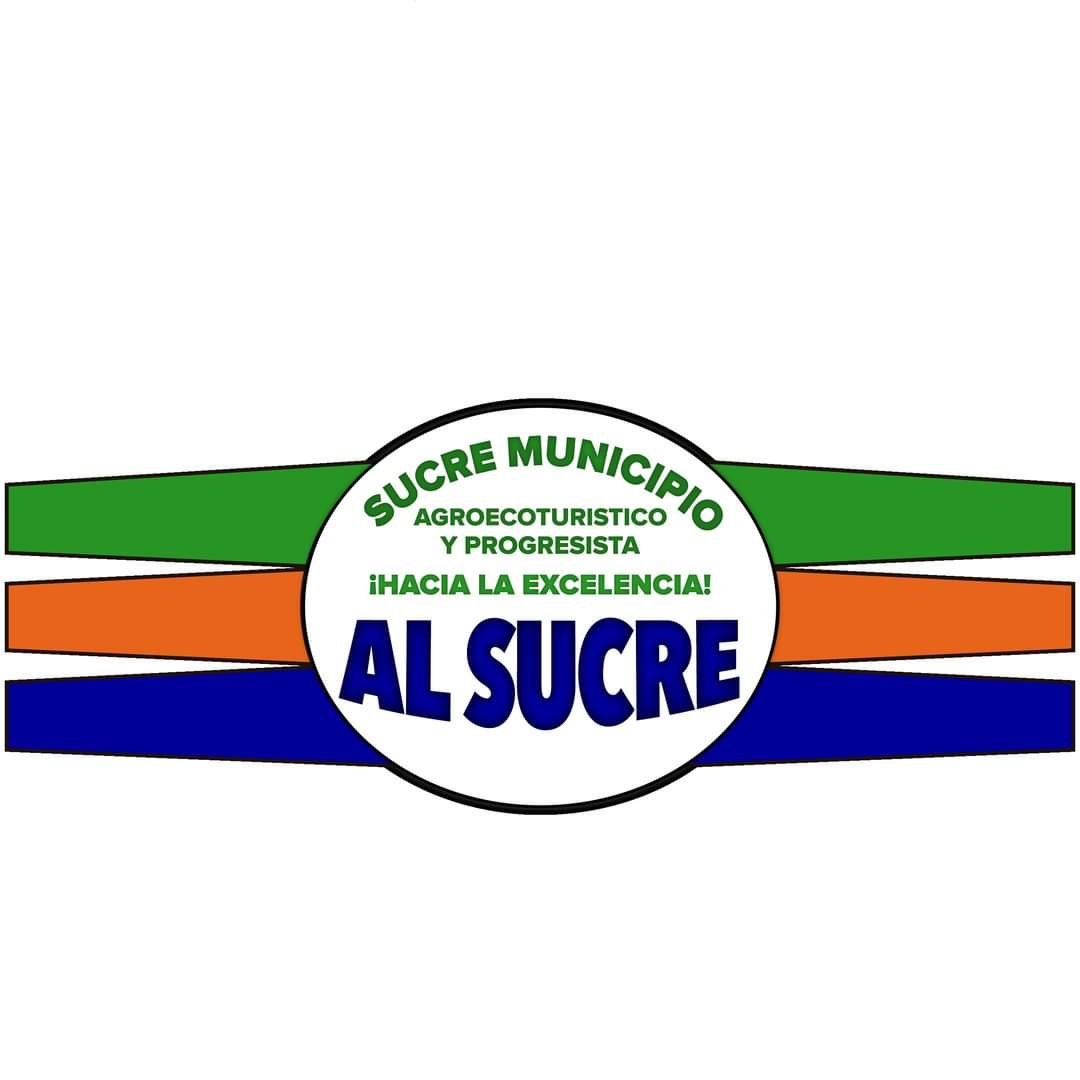
Logo de la Alcaldía del Municipio Sucre (Portuguesa).

### Alcaldes
| Período     | Alcalde                 | Partido político / Alianza | % de votos | Notas |
| ----------- | ----------------------- | -------------------------- | ---------- | --- |
| 1989 - 1992 | Ángel Teresio Hernández | AD                         | 54,18      | Primer alcalde bajo elecciones directas |
| 1992 - 1995 | Carmen Elena Artigas    | AD                         | 50,15      | Segunda alcalde bajo elecciones directas |
| 1995 - 2000 | Jobito Villegas         | COPEI                      | -          | Tercer alcalde bajo elecciones directas (se realizaron elecciones generales adelantadas en el 2000 debido a la aprobación de la Constitución de 1999) |
| 2000 - 2004 | Jobito Villegas         | COPEI                      | 56,75      | Reelecto |
| 2004 - 2008 | Jobito Villegas         | COPEI                      | 49,21      | Reelecto |
| 2008 - 2013 | Alfredo Mendoza         | PSUV                       | 58,46      | Cuarto alcalde bajo elecciones directas (se postergan 1 año las elecciones municipales pautadas para finales del 2012)                                |
| 2013 - 2017 | Alfredo Mendoza         | PSUV                       | 51,60      | Reelecto |
| 2017 - 2021 | Argenis García          | PSUV                       | 59,60      | Quinto alcalde bajo elecciones directas |
| 2021 - 2025 | Jobito Villegas         | COPEI / MUD                | 65,29      | Sexto alcalde bajo elecciones directas |

### Concejo municipal

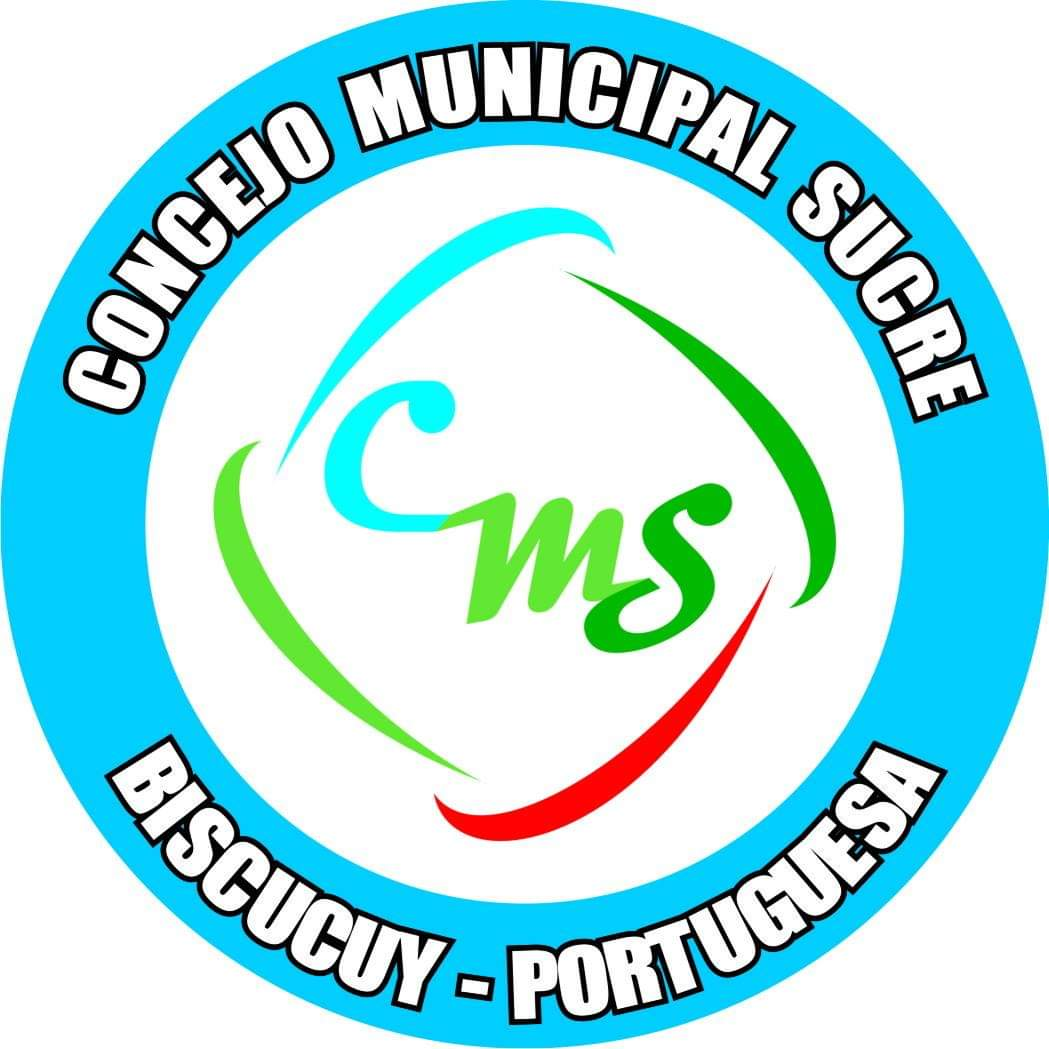
Logo del Concejo Municipal de Sucre (Portuguesa).

Período 1989 - 1992
| Concejales:                | Partido político / Alianza |
| -------------------------- | -------------------------- |
| Malaquias Delfín           | AD                         |
| Armando Gómez Patiño       | AD                         |
| Gelacio Fernández          | AD                         |
| Jobito Villegas            | COPEI                      |
| Luis Horacio Durán         | COPEI                      |
| Albino Milla Terán         | COPEI                      |
| Cloraldo Quintero Montilla | MAS                        |

Período 1992 - 1995
| Concejales:          | Partido político / Alianza |
| -------------------- | -------------------------- |
| Jesús García         | AD                         |
| Armando Gómez Patiño | AD                         |
| Alcides Quevedo      | AD                         |
| Malaquias Delfín     | AD                         |
| Juan González        | COPEI                      |
| José Azuaje          | COPEI                      |
| Luis Horacio Durán   | COPEI                      |

Período 1995 - 2000
| Concejales:           | Partido político / Alianza |
| --------------------- | -------------------------- |
| Pedro Toro            | AD                         |
| Alcides Quevedo       | AD                         |
| Arcilio Hernandez     | AD                         |
| Malaquias Delfín      | AD                         |
| Alexis Totua          | COPEI                      |
| Simon Olinto Bastidas | COPEI                      |
| Evaristo Briceño      | COPEI                      |

Período 2000 - 2005
| Concejales:      | Partido político / Alianza |
| ---------------- | -------------------------- |
| Jairo Gutiérrez  | COPEI                      |
| Alexis Totua     | COPEI                      |
| Arnoldo Gudiño   | COPEI                      |
| Evaristo Briceño | COPEI                      |
| Jose Mendez      | AD                         |
| Omar Quevedo     | PCV                        |
| Alexis Lozada    | MI GENTE                   |

Período 2005 - 2013
| Concejales:      | Partido político / Alianza |
| ---------------- | -------------------------- |
| Alfredo Mendoza  | MVR                        |
| Doris Manzanilla | MVR                        |
| Aegenis Garcia   | MVR                        |
| Alexis Totua     | COPEI                      |
| Marisol Gonzalez | COPEI                      |
| Victor Moreno    | AD                         |
| Omar Quevedo     | PCV                        |

Período 2013 - 2018
| Concejales:        | Partido político / Alianza |
| ------------------ | -------------------------- |
| Francisco Colina   | MUD                        |
| Victor Moreno      | MUD                        |
| José Rodríguez     | MUD                        |
| Roberto Durante    | MUD                        |
| Francisco Graterol | PSUV                       |
| Edwar Perdomo      | PSUV                       |
| Yelitza Pimentel   | PSUV                       |

Período 2018 - 2021
| Concejales         | Partido político / Alianza |
| ------------------ | -------------------------- |
| Francisco Graterol | PSUV                       |
| Gimel Godoy        | PSUV                       |
| Yasibert Hidalgo   | PSUV                       |
| Neres Rodríguez    | PSUV                       |
| Marina Alcalá      | PSUV                       |
| Yelitza Pimentel   | PSUV                       |
| Omar Quevedo       | PCV                        |

Período 2021 - 2025
| Concejales            | Partido político / Alianza |
| --------------------- | -------------------------- |
| Faviola Lacruz        | MUD                        |
| Francisco Colina      | MUD                        |
| Jhonattan Carrasquero | MUD                        |
| María Azuaje          | MUD                        |
| Carmen Gaester        | MUD                        |
| Jonas García          | MUD                        |
| Renny Azuaje          | PSUV                       |